# Julian Opitz
Julian Opitz (* 9. Februar 1982 in München) ist ein deutscher Zeichner und Karikaturist.

## Leben & Werk
Nach einem Studium der Kommunikationswissenschaft sowie mehreren Stationen in der Agentur- und Werbebranche ist Julian Opitz seit 2012 als freiberuflicher Konzeptioner und Illustrator tätig.
Humor ist kennzeichnend für nahezu alle seine mit Tusche und Buntstift zu Papier gebrachten Arbeiten. Sie entstehen beim beständigen Spiel mit Formen und Worten: Menschliche Mimik und Körperhaltung, tierisches Gebaren, Gegenstände, klangvolle Begrifflichkeiten – all diese Eindrücke werden zeichnerisch miteinander verbunden. Oft sind es gesellschaftliche und politische Stereotypen des Alltags, die Opitz auf karikaturistische Weise destilliert, kombiniert und in einen neuen visuellen Kontext bringt. Im Ergebnis entstehen kuriose Figuren und Mischwesen, die gesellschaftliche oder politische Stereotypen karikieren, Alltagserfahrungen kommentieren und häufig eine satirische und kritische Stoßrichtung haben. Opitz verwendet für seine Strichgestalten in Tusche und Buntstift die Kreuzschraffurtechnik. Seine Karikaturen setzen Pointen in Wort und Bild. Sie regen zum Nachdenken und zum Lachen an.
2022 erhielt Julian Opitz den ersten Publikumspreis der Truderinger Kunsttage.

## Ausstellungen (Auswahl)

### Einzelausstellungen
- Sommer 2025: Julian Opitz: Karikaturensalon, Münchner Künstlerhaus, München
- 2024: Kreaturen und Karikaturen, Landesamt für Digitalisierung, Breitband und Vermessung, München
- 2021: bunt getrieben, Farbenladen, München
- 2017: Weißblaue Spezialitäten, Rothenberger Torturm, Seßlach
- 2015: Tischgesellschaft, Ratatouille, Berlin

### Gruppenausstellungen
- 2024: Karl Valentin und die Musik, Buchheim Museum, Bernried

- 2022: Herr Haas zeigt: Hasen, Valentin-Karlstadt-Musäum, München

- 2021: Humorfestival Bernried, Buchheim Museum, Bernried
- 2021: Magie der Masken, Kulturzentrum Trudering, München
- 2019: Dogshow, Dog & Pony, München
- 2015, 2016, 2017 & 2018: Lange Nacht der Münchner Museen, Münchner Flüchtlingsrat, München

## Publikationen
- mit Heidi Rauch: *ichtel und *exe beschenken die Kinder in Italien: Das zweite *eihnachtsabenteuer im Land ohne W & H. Edition Rauchzeichen, München 2024, ISBN 978-3-9825566-6-6.

- mit Heidi Rauch: *ichtel und *olf reisen nach Italien: Ein *eihnachtsabenteuer im Land ohne W. Edition Rauchzeichen, München 2023, ISBN 978-3-9825566-1-1.

- Achtung Humor! Kalender 2024, Athesia Kalenderverlag GmbH, 2023

- Ausstellungskatalog: Herr Haas zeigt Hasen, Edition Valentin-Karlstadt-Musäum, 2021
- mit Mitsuo Kuhne: An manchen Tagen schläft die Zeit, Verlag Steinmeier, 2016